# Генадиј Зјуганов
Генадиј Андријевич Зјуганов (рус. Геннадий Андреевич Зюганов; 26. јуна 1944, у селу Мимрино, Совјетски Савез) је руски политичар.
Рођен је у учитељској породици, завршио средњу школу у родном месту, а потом и Факултет за физику и математику Орловског универзитета. Приступио је КПСС-у 1966. У КПСС обављао бројне дужности, између осталих био је инструктор у одељењу агитације и пропаганде при КПСС. Од 1989—1990 био је заменик начелника одељења за идеологију ЦК КПСС. Након формирања Комунистичке партије Руске Федерације (КПРФ) изабран за генералног секретара и члана политбироа на првом оснивачком конгресу партије јуна 1990. У државну думу Русије изабран је 12. децембра 1993 са листе КПРФ. На трећем конгресу КПРФ 21-22. јануара 1995. изабран је за председника ЦК КПРФ. На председничким изборима 1996 кандидовао се против Бориса Николајевича Јељцина и добио у првом кругу 31,96% а у другом кругу 40,41% гласова бирача. По трећи пут биран је у Думу 19. децембра 1999.
Аутор је бројних монографија које се баве актуелним проблемима а докторску дисертацију је одбранио под насловом: Основне тенденције и механизми социјално-политичких промена у савременој Русији.
Две књиге чији је аутор објављене су у СР Југославији: 1996. године у заједничком подухвату Културе и Нове комунистичке партије Југославије - "Верујем у Русију" и 1999. године од стране истих издавача "Руска геополитика“.
У неколико наврата боравио је у СР Југославији.